# NGC 2648
NGC 2648 este o interacțiune de galaxii situată în constelația Racul. A fost descoperită în 19 martie 1784 de către William Herschel. Se află la o distanță de 30,3 de megaparseci de Pământ.